# Брент Емері
Брент Емері (англ. Brent Emery, 15 вересня 1957) — американський велогонщик.
Срібний призер Олімпійських Ігор 1984 року в командній гонці переслідування.